# Sommer-Universiade 2017/Tennis/Herrenmannschaft
Tennis-Mannschaftskonkurrenz der Sommer-Universiade 2017.
Insgesamt nahmen 40 Teams an diesem Turnier teil.

## Bewertungssystem
Die Punkte für den Teamwettbewerb wurde wie folgt vergeben:
| Rang   | Punkte | Punkte |
| Rang   | Einzel | Doppel |
| ------ | ------ | ------ |
| Gold   | 60     | 60     |
| Silber | 40     | 40     |
| Bronze | 20     | 20     |
| 5/8    | 10     | 10     |
| 9/16   | 5      | –      |

Bei Punktegleichstand entscheidet in absteigender Reihenfolge:
- Anzahl der Medaillen
- Anzahl der Goldmedaillen
- Platzierung in der Einzelkonkurrenz

## Medaillisten
| Rang   | Einzel              | Einzel | Doppel                           | Doppel | Mixed                                 | Mixed  |
| Rang   | Athlet              | Punkte | Athlet                           | Punkte | Athlet                                | Punkte |
| ------ | ------------------- | ------ | -------------------------------- | ------ | ------------------------------------- | ------ |
| Gold   | Jason Jung          | 60     | Aslan Karazew Ritschard Musajew  | 60     | Erina Hayashi Kaito Uesugi            | 60     |
| Silber | Hong Seong-chan     | 40     | Jack Findel-Hawkins Luke Johnson | 40     | Simona Parajová Ivan Košec            | 40     |
| Bronze | Roman Safiullin     | 20     | Wong Chun-hun Yeung Pak-long     | 20     | Latisha Chan Hsieh Cheng-peng         | 20     |
| Bronze | Nuno Borges         | 20     | Shintaro Imai Kaito Uesugi       | 20     | Jada Hart Logan Staggs                | 20     |
| 5/8    | Lee Kuan-yi         | 10     | Hsieh Cheng-peng Peng Hsien-yin  | 10     | Anastassija Frolowa Ritschard Musajew | 10     |
| 5/8    | Shintaro Imai       | 10     | Timur Chabibulin Denis Jewsejew  | 10     | Luke Johnson                          | 10     |
| 5/8    | Yuya Itō            | 10     | Dominik Kellovský Matěj Vocel    | 10     | Park Sang-hee Lee Jea-moon            | 10     |
| 5/8    | Denis Jewsejew      | 10     | Chung Yun-seong Lee Jea-moon     | 10     | Miriam Kolodziejová Dominik Kellovský | 10     |
| 9/16   | Matěj Vocel         | 5      | 0                                | 0      | 0                                     | 0      |
| 9/16   | Patrick Ofner       | 5      | 0                                | 0      | 0                                     | 0      |
| 9/16   | Logan Staggs        | 5      | 0                                | 0      | 0                                     | 0      |
| 9/16   | Anthony Jackie Tang | 5      | 0                                | 0      | 0                                     | 0      |
| 9/16   | Mark Whitehouse     | 5      | 0                                | 0      | 0                                     | 0      |
| 9/16   | Timur Chabibulin    | 5      | 0                                | 0      | 0                                     | 0      |
| 9/16   | Martin Redlicki     | 5      | 0                                | 0      | 0                                     | 0      |
| 9/16   | Lucas Poullain      | 5      | 0                                | 0      | 0                                     | 0      |

## Endergebnis
| Rang   | Team                   | Punkte | Punkte | Punkte | Gesamt |
| Rang   | Team                   | Einzel | Doppel | Mixed  | Gesamt |
| ------ | ---------------------- | ------ | ------ | ------ | ------ |
| Gold   | Chinesisch Taipeh      | 70     | 10     | 20     | 100    |
| Silber | Japan                  | 20     | 20     | 60     | 100    |
| Bronze | Russland               | 20     | 60     | 10     | 90     |
|        | Südkorea               | 40     | 10     | 10     | 60     |
|        | Vereinigtes Königreich | 5      | 40     | 10     | 55     |
|        | Slowakei               | 0      | 0      | 40     | 40     |
|        | Vereinigte Staaten     | 10     | 0      | 20     | 30     |
|        | Kasachstan             | 15     | 10     | 0      | 25     |
|        | Hongkong               | 5      | 20     | 0      | 25     |
|        | Tschechien             | 5      | 10     | 10     | 25     |
|        | Portugal               | 20     | 0      | 0      | 20     |
|        | Österreich             | 5      | 0      | 0      | 5      |
|        | Frankreich             | 5      | 0      | 0      | 5      |